# Fiesta Nacional de la Vendimia
La Fiesta Nacional de la Vendimia es una festividad tradicional y popular originaria de la provincia de Mendoza, Argentina. Refleja la celebración de la uva transformada en vino a través del esfuerzo que los viñateros llevan a cabo en las viñas soportando inclemencias climáticas y diversos factores culturales, políticos y socioeconómicos a lo largo de un año, como así también el de los especialistas que trabajan en las bodegas y laboratorios y que contribuyen significativamente en el proceso de fabricación. Su primera edición se desarrolló en 1936, y desde entonces, se ha realizado anualmente hasta la actualidad.
La fiesta ha logrado, con el paso de los años, posicionarse como uno de los eventos a cielo abierto más grandes del mundo, a la altura de los carnavales de Río de Janeiro y Venecia o los festejos de Año Nuevo chino. En 2011, National Geographic la reconoció como la segunda celebración de cosecha más importante del mundo, solamente detrás del Día de Acción de Gracias, que se lleva a cabo en los Estados Unidos.

## Historia

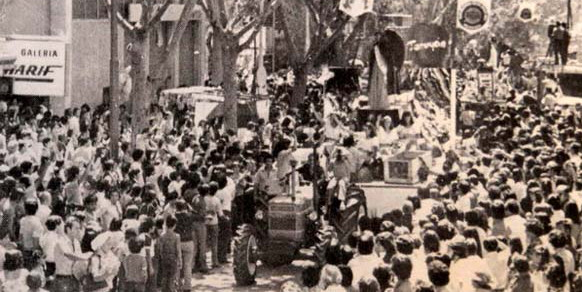
Uno de los primeros carruseles de la «Fiesta Nacional de la Vendimia».

Los orígenes de esta festividad se remontan a la primera mitad del siglo XVII cuando en los primeros años del mismo, Mendoza comenzó a cultivar la vid con la finalidad de producir vino y así poder solemnizar las misas católicas. Su importación era muy costosa por lo que los conquistadores decidieron crear un huerto con parrales de uva en cada una de las capillas a fin de que estas pudieran abastecerse con las mismas. Por consiguiente, a la hora de cada cosecha y posterior transformación en vino, a manera de festejo se realizaban bailes con cantos y comidas culminando la celebración con la elección de la cosechadora más linda, a quien se la coronaba con hojas de la vid y racimos de uva.

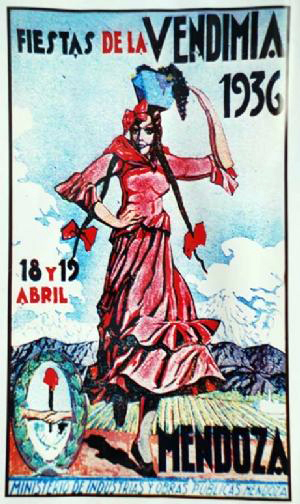
Primer afiche promocionando la «Fiesta de la Vendimia» en el 1936. Obra: Pablo Vera Sales (periodista y pintor).

La antecesora más lejana de la fiesta madre de los mendocinos fue la «Fiesta de las Chinas» celebrada en el siglo XIX en la que tanto inmigrantes como nativos se reunían en galpones coloniales, bajo la luz de lámparas de grasa y el sonido de las guitarras donde los hombres se disputaban a las mujeres (chinas) más bellas y bebían vino nuevo. Mientras que la más cercana, fue la que se celebró el 11 de abril de 1913, cuando la provincia albergó como sede al «Congreso de la Industria y el Comercio» en el que hubo desfiles de vendimiadores y de carrozas simbólicas.
En 1936, se ofició por primera vez la «Fiesta de la Vendimia», cuando por iniciativa del gobernador Guillermo G. Cano visionario de un gran evento junto su ministro de Industrias y Obras Públicas, ingeniero Frank Romero Day, habían viajado por Europa y presenciado una fiesta de la vendimia, la Friuli-Venecia, Italia. Al ver este evento, pensaron que sería importante realizar algo similar en la provincia. 
La primera celebración de la vendimia consistió en un carrusel por la avenida San Martin de ciudad y un festín en una bodega para luego en la noche ante más de veinticinco mil espectadores en el Estadio Víctor Antonio Legrotaglie (estadio de Gimnasia y Esgrima) realizar el primer «Acto central» en el que fue coronada como primera reina de la Vendimia, Delia Larrive Escudero, que representó al departamento de Godoy Cruz. En dicho año la festividad logró tener cierto grado de importancia siendo esto plasmado con la presencia de varios representantes políticos a nivel nacional, entre ellos la del doctor Miguel Ángel Cárcano (Ministro de Agricultura de Argentina, en esa época), entre otros.
Si bien esta celebración se inició en 1936, no todos los eventos que actualmente la componen surgieron ese mismo año, tanto es así que la «Bendición de los frutos» se realizó por primera vez el 2 de abril de 1938 a cargo del monseñor José Verdaguer, mientras la «Vía blanca de las reinas» apareció recién en 1940. La repetición del «Acto central» tuvo su origen en 1948, cuando se produjo una igualdad entre los votos de la que sería reina ese año sumado a que eran horas entrada la madrugada, por lo que el entonces gobernador mendocino Faustino Picallo resolvió repetir el evento al día siguiente donde la reina terminó siendo elegida por la suerte del bolillero.
Hasta 1955, la fiesta se había desarrollado de forma ininterrumpida todos los años, pero en 1956, debido una crisis económica producto de la Revolución Libertadora, se decidió suspender las celebraciones. La Reina 1955, Nelda Rotti continuo como soberana hasta entregar el cetro en 1957. Tan solo 2 años después, en 1959, nuevamente una crisis económica, a la que se sumó una epidemia de poliomielitis, golpeó a la Fiesta de la Vendimia. El Carrusel se suspendió y el Acto Central se trasladó a la explanada de Casa de Gobierno. 
En el año 1963, el Acto Central y sus repeticiones se realizaron por primera vez en el Teatro Griego Frank Romero Day, arquitectura que había sido inaugurada en 1950 y se encuentra entre los cerros del Parque General San Martin. La primera transmisión por televisión se produjo en 1966 aunque solo fueron imágenes filmadas y no transmitidas en directo. En 1972 por resolución 137/2 de la Secretaría de Turismo de Argentina la fiesta pasó a denominarse «Fiesta Nacional de la Vendimia».
En 1985, y por un terremoto que se produjo en 26 de enero de ese año, la fiesta debió suspenderse por segunda vez en su historia. La reina 1984, Nora Stocco abdicó al trono y su virreina, Mónica Rosana Tous, se convirtió en Reina 1985. La celebración volvió a realizarse con normalidad al año siguiente, coincidiendo con el cincuentenario de la primera edición. 
Hasta 2001, la fiesta continuo realizándose con normalidad pero en 2002, la grave crisis política, económica, social e institucional desatada en el país a finales de 2001, obligó a modificar las celebraciones. Entre los cambios que hubo, se decidió realizar el Acto Central fuera del Teatro Griego para ahorrar gastos y utilizar el Estadio Malvinas Argentinas.
En 2017, durante uno de los ensayos del Acto Central, una parrilla de iluminación se desplomó sobre el escenario, mientras que minutos después, una grúa se precipitó sobre las gradas del Teatro Griego dejando importantes daños en la infraestructura. A causa de estos hechos, el espectáculo debió postergarse un día para realizar los arreglos correspondientes y modificar aspectos del guion luego de la baja de varios artistas.
La edición de 2021 se desarrolló atravesada por la pandemia de COVID-19. Debido a las medidas sanitarias la fiesta se realizó de manera virtual, con un brindis virtual y la proyección de una película sobre el vino argentino, "Historias de Vendimia" que contó con la dirección de ex directores de vendimia. Las reinas 2020 extendieron su mandato hasta 2022 luego de un año donde no pudieron realizar sus actividades con normalidad.

## Fiestas departamentales
Las fiestas departamentales son aquellas que se realizan durante los meses de diciembre a febrero y que consisten en la elección de reinas departamentales que luego competirán en marzo por la corona nacional junto al resto de reinas de los otros departamentos en los que se divide la provincia de Mendoza. Dichas celebraciones exaltan las características de cada región así como a los trabajadores rurales e incluyen además, un acto central departamental con espectáculos artísticos y teatrales (danzas folclóricas y música) y según sea el departamento se pueden apreciar otros eventos como «Bendiciones de frutos», «Carruseles» o «Vías blancas», comidas típicas, actividades deportivas y/o de destreza criolla, muestras de diferentes tipos de artes, elecciones de reinas infantiles y/o de la tercera edad, brindis y agasajos, entre otros.
| - Godoy Cruz - General Alvear - Guaymallén - Junín - Las Heras - Lavalle | - San Martín - Luján de Cuyo - La Paz - Malargüe - Maipú - Rivadavia | - San Carlos - San Rafael - Santa Rosa - Tunuyán - Tupungato - Ciudad |

En algunos departamentos, la elección de su reina departamental coincide con la celebración de otros importantes festivales provinciales y nacionales, entre ellos el Festival Nacional de la Tonada celebrado en Tunuyán, el Festival Nacional Rivadavia Canta al País en Rivadavia, el Encuentro de las Naciones en Junín, la Fiesta Nacional del Chivo en Malargue, Feriagro en Lujan de Cuyo, el Festival Nacional de la Cueca y el Damasco en Santa Rosa, el Festival del Canto de Cuyo en La Paz y el Festival de la Libertad en Las Heras.

## Festejos centrales

### Bendición de los frutos

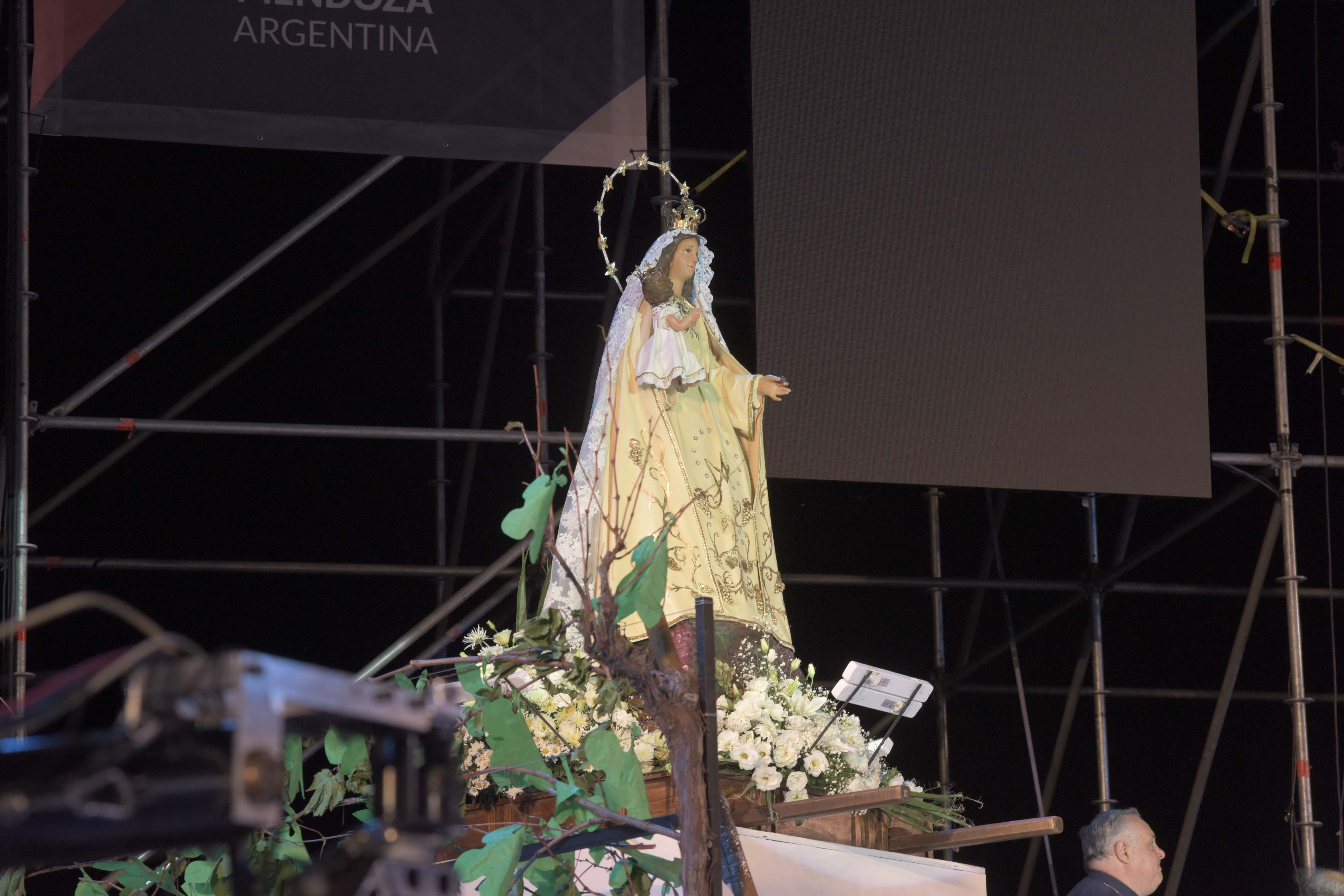
La Virgen de la Carrodilla, durante la Bendición de los Frutos.

La «Bendición de los frutos» es un acto solemne religioso católico que tiene por objetivo agradecerle a Dios los frutos sanos obtenidos de la cosecha. Es llevada a cabo por un arzobispo provincial local junto a la imagen de la «Virgen de la Carrodilla» considerada «Patrona de los Viñedos», aparecida en 1911 en Mendoza y que traía en sus manos granos de uva. El evento culmina con la participación del Gobernador mendocino de turno que procede a realizar el «Golpe en la Reja del Arado», un antiguo ritual que manifiesta el llamado a descanso del trabajador.
El evento es realizado el sábado anterior al Acto Central y el lugar varía todos los años. Hasta 2005 se realizó en el «Prado Gaucho», ubicado en el Parque General San Martín pero desde el año siguiente, y con la intención de federalizar los festejos vendimiales se comenzó a realizar en un departamento distinto cada año. En 2012 volvió a su lugar original y entre 2016 y 2020 tuvo un segundo periodo de federalización.
| Año         | Lugar                                                      |
| ----------- | ---------------------------------------------------------- |
| 1938 - 2005 | Prado Gaucho Parque General San Martin - Ciudad de Mendoza |
| 2006        | Cristo Rey del Valle de Tupungato - Tupungato              |
| 2007        | Parque Dueño del Sol - Junín                               |
| 2008        | Costa de Araujo - Lavalle                                  |
| 2009        | Teatro Griego Chacho Santa Cruz - San Rafael               |
| 2010        | Parque Metropolitano Sur - Maipú                           |
| 2011        | Predio de la Virgen - Guaymallén                           |
| 2012 - 2015 | Prado Gaucho Parque General San Martin - Ciudad de Mendoza |
| 2016        | Teatro Griego Neyu Mapu - San Carlos                       |
| 2017        | Corrales de Rufino Ortega - Malargüe                       |
| 2018        | Complejo Deportivo Municipal - Rivadavia                   |
| 2019        | Complejo Deportivo y Recreativo de la Democracia - La Paz  |
| 2020        | Parque Agnesi - San Martin                                 |
| 2022 - 2023 | Prado Gaucho Parque General San Martin - Ciudad de Mendoza |
| 2024        | Predio de la Virgen - Guaymallén                           |

### Vía blanca de las reinas

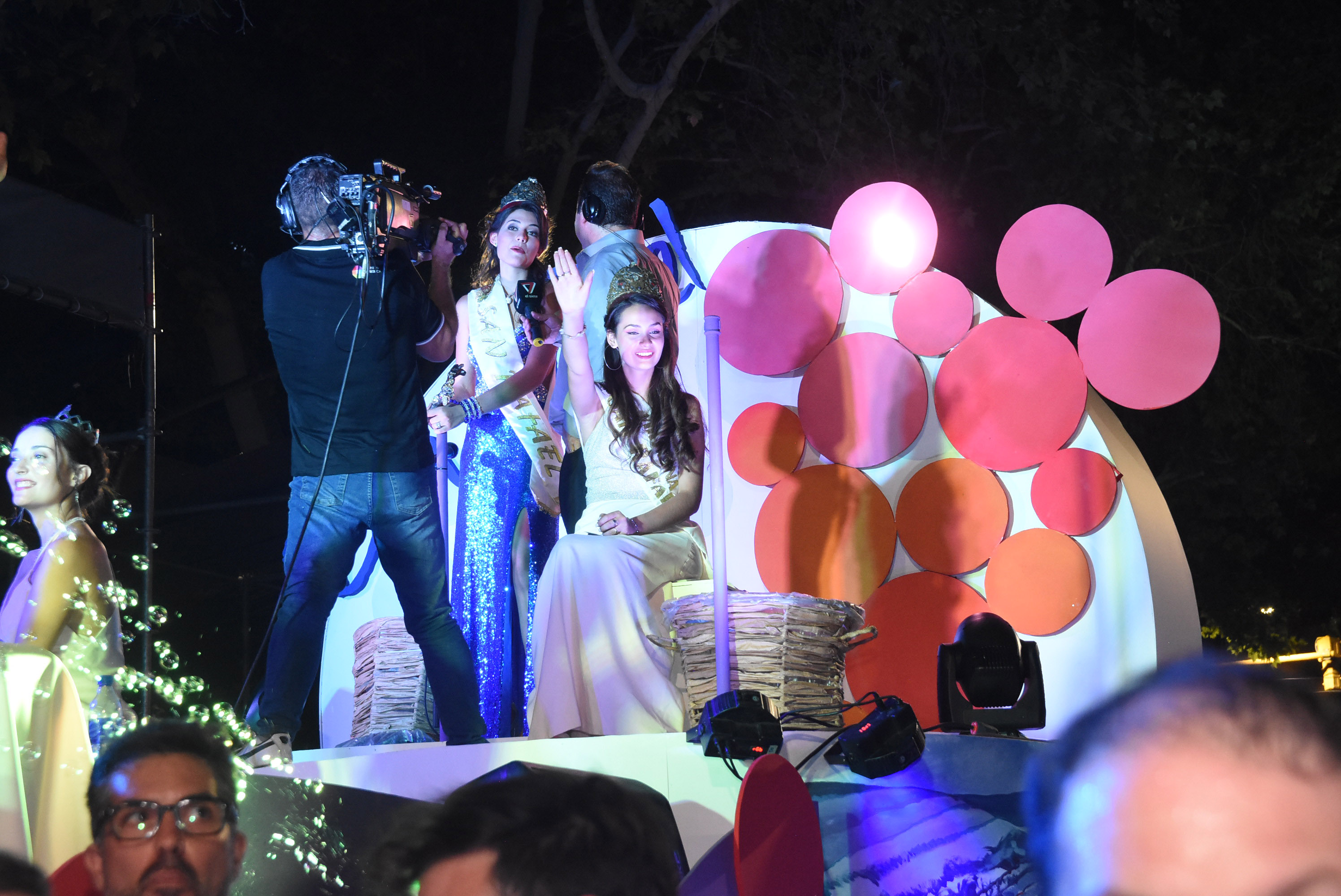
Vía Blanca de las Reinas

Conocida simplemente como «Vía blanca», es un desfile de carros alegóricos lumínicos que transportan a las reinas tanto salientes como aspirantes al cetro nacional, así como también de otras festividades del orden local y nacional. Dichos vehículos muestran diseños que suelen representar los lugares o paisajes más importantes del departamento mendocino del cual procede la reina a la que lleva. Las mismas como su corte (reinas que no fueron elegidas en la fiesta departamental) demuestran simpatía para con el público saludándolo y arrojando frutas varias, botellas de vino u otros productos simbólicos producidos en su región en forma de obsequio.
A dicho evento asisten más de trescientas mil personas, entre propias del lugar y turistas, para presenciarlo. Está dispuesto u organizado de forma tal para que primero la reina y virreina saliente se despidan de su reinado, luego saluden las reinas de otras festividades del país y por último sean conocidas la reinas departamentales que aspiran a la corona nacional. Se realiza el primer viernes de marzo durante la noche en las calles céntricas más importantes de la ciudad mendocina y tiene una duración aproximada de dos horas.

### Carrusel
Al igual que la «Vía blanca», el «Carrusel» es un desfile, a la luz del día, de carros acompañados esta vez de carruajes o carretas y de bailarines descendientes de otras culturas americanas que residen o no en la provincia. Los carros transportan a las reinas y su corte, que como en la «vía blanca» saludan y obsequian productos a los espectadores que se dan cita para acompañarlas y alentarlas, mientras que las carretas, tiradas por bueyes o caballos, muestran a las agrupaciones gauchas con sus vestimentas típicas que recuerdan el primer vehículo existente en Mendoza con más de ciento veinte años de antigüedad fabricado con madera y cuero.
El evento tiene la misma disposición organizativa que la «vía blanca» en cuanto al orden de los carros y se realiza el primer sábado de marzo durante la mañana (al día siguiente de la Vía Blanca) en las calles céntricas más importantes de la ciudad capital de la provincia cuyana y posee una duración aproximada de tres a tres horas y media culminando sobre horas del mediodía.

### Acto central
El «Acto central» es el espectáculo más atrayente de la Vendimia. Con más de mil bailarines en el escenario, representaciones artísticas, y juegos de luces y sonido. La puesta en escena se organiza a través de una línea argumental y un guion que año tras año difiere en cuanto a su temática,  pero respeta una estructura tradicional, contando generalmente el pasado y el presente mendocino en torno al trabajo de la gente y la obtención del vino como producto del esfuerzo de los mismos. Se pueden apreciar danzas mendocinas, uvas gigantes, trajes exóticos y tradicionales, la cosecha de la uva, el proceso en la bodega, el turismo, la inmigración y todo aquello que esté relacionado con la uva. Tras la presentación artística se realiza la Elección de la Reina y Virreina Nacional de la Vendimia. A voto cantado, se realiza el conteo de los más de 300 votos que año tras año eligen a las nuevas soberanas. Luego del escrutinio, se produce uno de los momentos más emocionantes, la coronación. Reina y Virreina saliente coronan a las embajadoras electas para que luego digan sus primeras palabras al pueblo.
Este acto es realizado en el Teatro griego «Frank Romero Day» durante la noche del primer sábado de marzo (el mismo día que el Carrusel) y tiene una duración aproximada de dos horas.
| Guiones de la Fiesta Nacional de la Vendimia \| Edición \| Título \| Dirección General \| Responsable del Guion \| \| -------- \| -------------------------------------------------- \| --------------------------------- \| --------------------------------------------- \| \| 1980 \| Vendimia infinita \| \| \| \| 1981 \| Los mil rostros de Mendoza \| \| \| \| 1982 \| Mendoza... mi tierra \| \| \| \| 1983 \| Vendimia huarpe \| \| \| \| 1984 \| Romance del sol y del agua \| \| \| \| 1985[12] \| Tiempo de vendimia esperanzada \| \| \| \| 1986 \| Raza de cepas, 50 vendimias de luz \| \| \| \| 1987 \| Mendoza, madre de vendimias \| \| \| \| 1988 \| Las viñas del destino \| \| \| \| 1989 \| Vendimia del vino sonoro \| \| \| \| 1990 \| Vendimia de las cuatro estaciones \| \| \| \| 1991 \| Vendimia del hombre más el hombre \| \| \| \| 1992 \| Vendimia del tiempo y los hijos del sol \| \| \| \| 1993 \| Fiesta de fiesta \| \| \| \| 1994 \| Vendimia de los cuatro vientos \| \| \| \| 1995 \| Alma de vendimias \| \| \| \| 1996 \| Vendimia del vino \| \| \| \| 1997 \| Vendimia del vino perfecto \| \| \| \| 1998 \| Por los caminos del vino \| \| \| \| 1999 \| Mendoza, tierra del vino y la magia de los toneles \| \| \| \| 2000 \| Mendoza, tierra del vino \| Pedro Marabini \| Eva Mónica Colman \| \| 2001 \| Brindis del nuevo siglo \| Vilma Rupolo \| Silvina Balmaceda y Ana Fajardo \| \| 2002 \| Vendimia 2002, la de todos \| Héctor Moreno \| Vilma Vega \| \| 2003 \| Hileras del corazón \| Vilma Rupolo \| Rafael Ricardo Golondrina Ruiz \| \| 2004 \| Vendimia de nuevos soles \| Claudio Martinez \| Elda Leoz \| \| 2005 \| Vendimia de la tierra madre \| Rafael Ricardo Golondrina Ruiz \| Rafael Ricardo Golondrina Ruiz \| \| 2006 \| Tierra mágica \| Walter Neira \| Walter Neira y Hernán Castro Ponce \| \| 2007 \| Pentagramas de Hileras \| Héctor Moreno \| Héctor Moreno, Elda Boldrini y Claudia Guzman \| \| 2008 \| Nacida del río y de la tierra \| Alejandro Conte \| Nora Meineri \| \| 2009 \| Cosecha de esperanza \| Walter Neira \| Walter Neira \| \| 2010 \| Cantos de vino y libertad \| Vilma Rupolo \| Arístides Vargas \| \| 2011 \| Los rostros de la vendimia \| Walter Neira \| Miriam Armentano \| \| 2012 \| Te miro... vendimia de colores \| Alejandro Grigor \| Alejandro Grigor y Celia Saenz \| \| 2013 \| Teatro mágico de piedra y vino \| Vilma Rupolo \| Arístides Vargas \| \| 2014 \| Sinfonía iluminada de gloria \| Alejandro Grigor \| Alejandro Grigor y Celia Saenz \| \| 2015 \| Postales de un oasis que late \| Marcelo Rosas \| Liliana Bodoc \| \| 2016 \| Vendimia de la identidad \| Alejandro Grigor \| Alejandro Grigor \| \| 2017 \| Con el vino en la piel \| Hector Moreno \| Héctor Moreno y Claudia Nidia Guzmán \| \| 2018 \| Constelación del vino \| Vilma Rupolo y Guillermo Troncozo \| Aristides Vargas \| \| 2019 \| Tejido en tiempo de vendimia \| Alicia Casares \| Miriam Armentano \| \| 2020 \| Sinfonía azul para el vino nuevo \| Rafael Ricardo Golondrina Ruiz \| Rafael Ricardo Golondrina Ruiz \| \| 2021 \| Historias de Vendimia \| \| \| \| 2022 \| Milagro del vino nuevo \| Vilma Rupolo y Federico Ortega \| Arístides Vargas \| \| 2023 \| Juglares de Vendimia, un canto a la naturaleza \| Franco Aguero \| Jorgelina Flores \| \| 2024 \| Coronados de Historia y Futuro \| Pablo Mariano Perri \| \| \| 2025 \| Guardiana del vino eterno \| Franco Aguero \| \| |                                                    |                                   |                                               |
| Edición | Título                                             | Dirección General                 | Responsable del Guion                         |
| 1980 | Vendimia infinita                                  |                                   |                                               |
| 1981 | Los mil rostros de Mendoza                         |                                   |                                               |
| 1982 | Mendoza... mi tierra                               |                                   |                                               |
| 1983 | Vendimia huarpe                                    |                                   |                                               |
| 1984 | Romance del sol y del agua                         |                                   |                                               |
| 1985 | Tiempo de vendimia esperanzada                     |                                   |                                               |
| 1986 | Raza de cepas, 50 vendimias de luz                 |                                   |                                               |
| 1987 | Mendoza, madre de vendimias                        |                                   |                                               |
| 1988 | Las viñas del destino                              |                                   |                                               |
| 1989 | Vendimia del vino sonoro                           |                                   |                                               |
| 1990 | Vendimia de las cuatro estaciones                  |                                   |                                               |
| 1991 | Vendimia del hombre más el hombre                  |                                   |                                               |
| 1992 | Vendimia del tiempo y los hijos del sol            |                                   |                                               |
| 1993 | Fiesta de fiesta                                   |                                   |                                               |
| 1994 | Vendimia de los cuatro vientos                     |                                   |                                               |
| 1995 | Alma de vendimias                                  |                                   |                                               |
| 1996 | Vendimia del vino                                  |                                   |                                               |
| 1997 | Vendimia del vino perfecto                         |                                   |                                               |
| 1998 | Por los caminos del vino                           |                                   |                                               |
| 1999 | Mendoza, tierra del vino y la magia de los toneles |                                   |                                               |
| 2000 | Mendoza, tierra del vino                           | Pedro Marabini                    | Eva Mónica Colman                             |
| 2001 | Brindis del nuevo siglo                            | Vilma Rupolo                      | Silvina Balmaceda y Ana Fajardo               |
| 2002 | Vendimia 2002, la de todos                         | Héctor Moreno                     | Vilma Vega                                    |
| 2003 | Hileras del corazón                                | Vilma Rupolo                      | Rafael Ricardo Golondrina Ruiz                |
| 2004 | Vendimia de nuevos soles                           | Claudio Martinez                  | Elda Leoz                                     |
| 2005 | Vendimia de la tierra madre                        | Rafael Ricardo Golondrina Ruiz    | Rafael Ricardo Golondrina Ruiz                |
| 2006 | Tierra mágica                                      | Walter Neira                      | Walter Neira y Hernán Castro Ponce            |
| 2007 | Pentagramas de Hileras                             | Héctor Moreno                     | Héctor Moreno, Elda Boldrini y Claudia Guzman |
| 2008 | Nacida del río y de la tierra                      | Alejandro Conte                   | Nora Meineri                                  |
| 2009 | Cosecha de esperanza                               | Walter Neira                      | Walter Neira                                  |
| 2010 | Cantos de vino y libertad                          | Vilma Rupolo                      | Arístides Vargas                              |
| 2011 | Los rostros de la vendimia                         | Walter Neira                      | Miriam Armentano                              |
| 2012 | Te miro... vendimia de colores                     | Alejandro Grigor                  | Alejandro Grigor y Celia Saenz                |
| 2013 | Teatro mágico de piedra y vino                     | Vilma Rupolo                      | Arístides Vargas                              |
| 2014 | Sinfonía iluminada de gloria                       | Alejandro Grigor                  | Alejandro Grigor y Celia Saenz                |
| 2015 | Postales de un oasis que late                      | Marcelo Rosas                     | Liliana Bodoc                                 |
| 2016 | Vendimia de la identidad                           | Alejandro Grigor                  | Alejandro Grigor                              |
| 2017 | Con el vino en la piel                             | Hector Moreno                     | Héctor Moreno y Claudia Nidia Guzmán          |
| 2018 | Constelación del vino                              | Vilma Rupolo y Guillermo Troncozo | Aristides Vargas                              |
| 2019 | Tejido en tiempo de vendimia                       | Alicia Casares                    | Miriam Armentano                              |
| 2020 | Sinfonía azul para el vino nuevo                   | Rafael Ricardo Golondrina Ruiz    | Rafael Ricardo Golondrina Ruiz                |
| 2021 | Historias de Vendimia                              |                                   |                                               |
| 2022 | Milagro del vino nuevo                             | Vilma Rupolo y Federico Ortega    | Arístides Vargas                              |
| 2023 | Juglares de Vendimia, un canto a la naturaleza     | Franco Aguero                     | Jorgelina Flores                              |
| 2024 | Coronados de Historia y Futuro                     | Pablo Mariano Perri               |                                               |
| 2025 | Guardiana del vino eterno                          | Franco Aguero                     |                                               |

### Repeticiones
Las repeticiones son las noches siguientes al Acto central en las cuales se repite el espectáculo artístico, pero en lugar de la elección de la Reina Nacional de la Vendimia, se eligen los reyes de la Vendimia Gay (en la segunda repetición) y se presentan actuaciones en vivo de artistas reconocidos a nivel nacional e internacional. En las mismas han actuado reconocidos artistas internacionales tales como Alejandro Sanz y Julieta Venegas, y nacionales como Charly García, Ciro y los Persas, Divididos, Fito Páez, la Mancha de Rolando y Los Nocheros, entre otros.

## Reinas y virreinas de la vendimia

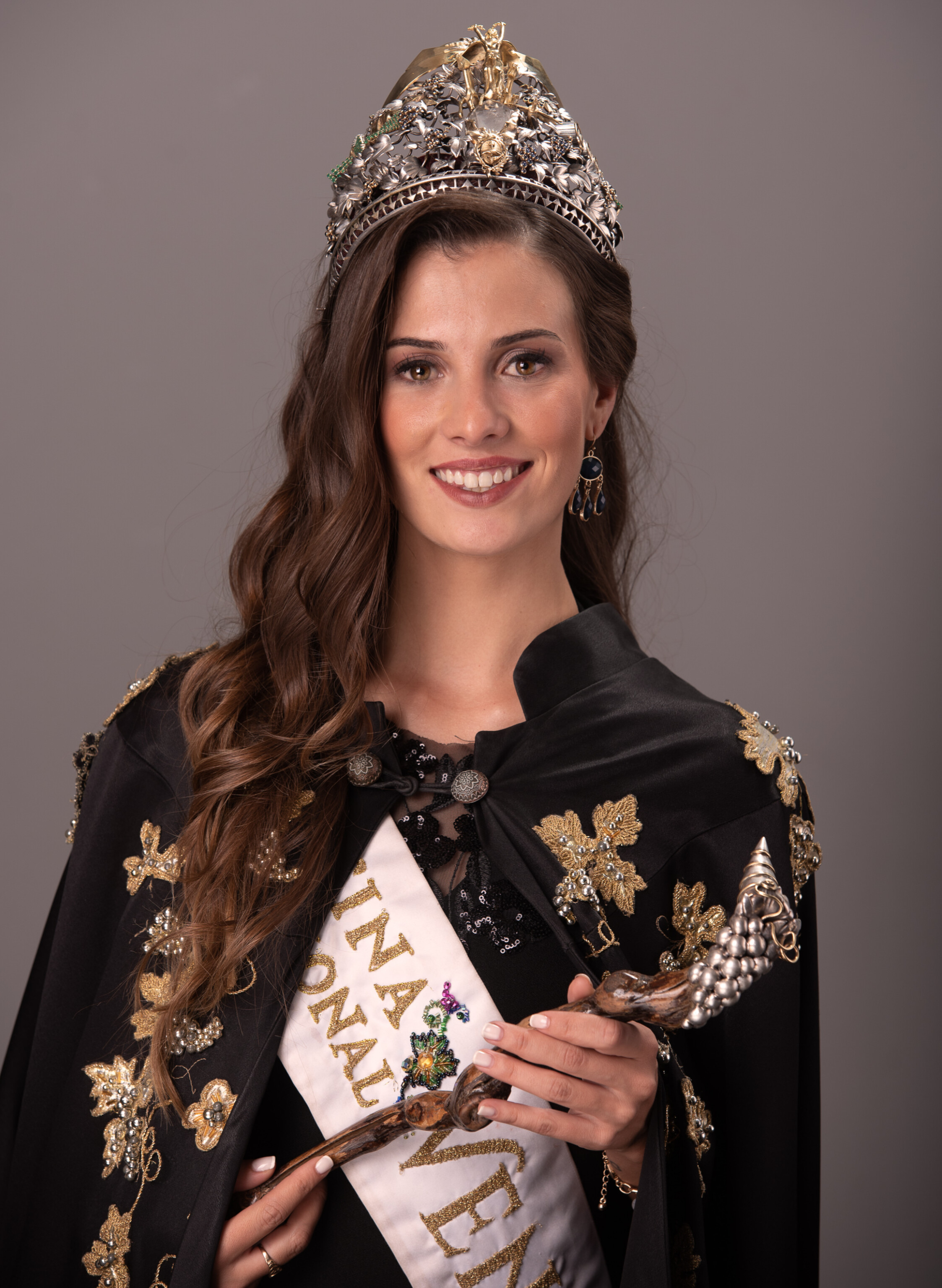
Mayra Tous, Reina Nacional de la Vendimia 2020

### Estadísticas de reinas y virreinas nacionales por departamento
La primera mujer en ser proclamada como reina de la vendimia fue Delia Larrive Escudero en 1936. La misma perteneció al departamento de Godoy Cruz. A lo largo de los años los departamentos mendocinos que más veces coronaron reinas nacionales fueron Guaymallén con diez soberanas, seguido de Godoy Cruz y San Rafael quienes poseen a la actualidad nueve reinas, siendo este último el único en poder coronar de forma consecutiva y en dos oportunidades. El perseguidor inmediato a estos tres departamentos es Las Heras quien ha proclamado a siete reinas.
Por su parte, los departamentos que más virreinas han conseguido son Guaymallén y San Rafael ambos con once en todo el historial vendimial, seguidos de Godoy Cruz que posee nueve virreinas nacionales entronizadas.
La Reina es electa mediante el voto cantado. 320 sufragios son repartidos entre el público, autoridades y embajadoras vendimiales mandato cumplido. Su figura o función, más allá de sus objetivos o ideas personales, es la de actuar como embajadoras de la provincia, representando a la misma tanto a nivel nacional como internacional, haciendo promoción de la actividad productiva y turística local. Para ello, cuentan con un cronograma de fechas o agenda en la que se manifiesta los distintos puntos o lugares geográficos que deberán recorrer o visitar a fin de llevar a cabo sus tareas. Los sitios o países que comúnmente visitan son aquellos que están ligados a la vitivinicultura o aquellos en los que se encuentran potenciales empresas que invierten en actividades de la industria, transporte, entre otras.

### Corenave
La Corenave (Comisión de Reinas Nacionales de la Vendimia) es una organización sin fines de lucro que reúne a aquellas reinas nacionales que voluntariamente se han asociado a la misma con el fin de juntar esfuerzos para alentar el desarrollo de actividades culturales y sociales de interés general.
Su gestación empezó en 1985, cuando la señora Antonieta de Tuninetti organizó una reunión de ex reinas vendimiales en el «Salón de los Espejos del Plaza Hotel» (hoy el Hotel Park Hyatt Mendoza) donde se reencontraron y compartieron de un cóctel. Se terminó de concretar después de 1986, año en que se celebró el cincuentenario de la fiesta, cuando el director de la vendimia de ese año «Pedro Marabini» decidió mostrarlas ante el público en el «Acto central» de entonces.

### Debate
Desde mediados de la década 2010 se debate entre los mendocinos el rol y la función de la Reina Nacional de la Vendimia, además de la posibilidad de dejar de elegirla ante la presión de movimientos feministas que argumentan que la elección es un concurso de belleza donde se cosifica y utiliza a la mujer como un objeto, y por consecuencia, debe dejar de realizarse como ocurrió con este tipo de elecciones en otras fiestas populares del país. Si bien, esta controversia reaparece todos los años en época de vendimia, nunca llega a una discusión seria, llevando a la aparición de distintas polémicas cada año.

#### La reina paralela
En 2021 el intendente del departamento de Guaymallén, Marcelino Iglesias, a través del consejo deliberante, impulsó un decreto municipal para dejar de elegir reina departamental. El proyecto, que se basaba en que la elección no generaba interés entre la gente, tuvo el rechazo de un numeroso grupo de vecinos que, encabezado por la Comisión de Reinas de Guaymallén (Coreguay), decidió realizar una celebración paralela y elegir a su propia soberana. La fiesta se llevó a cabo en el vecino departamento de Maipú, ya que los organizadores buscaban evitar problemas con la comuna, que se mostró indiferente a esta acción. Como reina, fue electa Julieta Lonigro, que le pidió al gobierno provincial ser incluida en los festejos centrales de la Vendimia 2022, sin embargo, la respuesta fue negativa, y decidió ir, junto con la Coreguay, a la Suprema Corte de Justicia para conseguir la autorización. Luego de varios meses de lucha, y solo una semana antes del Acto Central, la justicia falló a favor de las reinas pero puso en el municipio la potestad para elegir a la representante departamental. En este contexto, el gobernador de la provincia, Rodolfo Suárez, decidió intervenir en la causa y recomendar que fuera Sofía Granegetto, reina departamental 2020, quien volviera a representar a Guaymallén en la elección nacional además de desconocer la legitimidad que el pueblo le había otorgado a Lonigro. Iglesias siguió la opinión de Suárez y designó a Grangetto como soberana. 
Finalizada la fiesta, las reinas buscaron el diálogo con las autoridades municipales para retomar la elección de soberanas el siguiente año pero la comuna se negó a esa instancia. La discusión continuó en el máximo tribunal de la provincia que en enero de 2023 falló contra la municipalidad y determinó la inconstitucionalidad del decreto de Iglesias por afectar el patrimonio cultural inmaterial de la provincia. El municipio reconoció la determinación y convocó inmediatamente a quienes desearan participar de la elección departamental a pocas semanas de la Fiesta Nacional de la Vendimia.

#### Representantes
En 2022, el municipio de San Rafael decidió dejar de llamar a sus soberanas "reinas" para darles la denominación de "representantes". Durante la fiesta departamental, no se utilizó en ningún momento la palabra real e incluso a la virreina se la anuncio como "segunda representante". Este término fue ratificado en el Acto Central donde todas las candidatas departamentales, fueron presentadas por su título mientras que la soberana sureña fue anunciada como "representante vendimial". Por el mismo camino fue Guaymallén que tras el fallo de la Suprema Corte de Justicia decidió que su reina departamental también fuera mencionada como "representante" y que no usara ningún atributo real a excepción de la banda.

#### Televisación
En 2022, la TV Pública, que transmite todos los años la Fiesta Nacional de la Vendimia a través de su ciclo de festivales denominado "Festival Pais", decidió, por primera vez, no transmitir la elección de la reina ante su postura en contra de los concursos de este tipo por parte de la señal. La transmisión comenzó segundos después del mensaje de despedida de Mayra Tous, soberana saliente, y culminó momentos antes de que comenzaran a presentarse a las candidatas departamentales a la corona nacional.

## Otros eventos relacionados
Además de los festejos departamentales y centrales de la vendimia, existen otros eventos y festejos especiales en su calendario. De esta forma, Mendoza se nutre todos los años con distintas opciones artísticas y recreativas para todos los gustos y edades. Algunos eventos son organizados por el gobierno provincial bajo el programa Verano Vendimia o por los gobiernos municipales y otros por empresas privadas. Entre estos eventos se encuentran:
- Vendimia solidaria

- Americanto.[28]

- Baile de las reinas.[29]

- Expo Vea vendimia.[30]

- Festa in piazza.[31]

- Fiesta de la cosecha.[32]

- Gran premio vendimia.[33]

- La pisada de la uva.[34]

- La semana federal.[35]

- Megadegustación de vinos.[36]

- Mendo-rock.[37]

- Noches de cine en el parque.[38]

- Serenata real.[39]
- Vendimia Para Todxs.